# Pretoria University Football Club
El Pretoria University Football Club (también conocido como Tuks FC) es un club de fútbol de Sudáfrica, de la ciudad de Pretoria. Fue fundado en 2002 y juega en la Primera División de Sudáfrica.

## Historia
El club fue fundado en 2002 para ser el equipo de fútbol de la Universidad de Pretoria. Dos años más tarde asciende a la Primera División de Sudáfrica (segunda categoría del fútbol sudafricano).
En 2009 el equipo llega a la final de la Copa de Sudáfrica, aunque finalmente el título fue a parar al Moroka Swallows, que ganó aquella final por un gol a cero.

## Uniforme
- Uniforme titular: Camiseta blanca con una franja horizontal roja, pantalón blanco y medias blancas.
- Uniforme alternativo: Camiseta, pantalón y medias rojas.

## Estadio
El Pretoria University FC juega en el Tuks ABSA Stadium.